# Polska Izba Ubezpieczeń
Polska Izba Ubezpieczeń (PIU) – ustawowa organizacja branżowa samorządu gospodarczego. Działa od 1990 r. Reprezentuje wszystkie zakłady ubezpieczeń działające w Polsce.
PIU wspiera ustawodawcę w kształtowaniu prawa ubezpieczeniowego i prowadzi wielostronny dialog na rzecz rozwoju sektora ubezpieczeń w naszym kraju. Opiniuje akty prawne i zgłasza ich projekty. Reprezentuje rynek w pracach ustawodawczych.
Polska Izba Ubezpieczeń współpracuje z KNF, UFG, Rzecznikiem Finansowym, UOKiK, Polską Izbą Brokerów Ubezpieczeniowych i Reasekuracyjnych, Stowarzyszeniem Aktuariuszy, Polską Izbą Pośredników Ubezpieczeniowych i Finansowych, AIDA (Stowarzyszeniem Prawa Ubezpieczeniowego), Związkiem Banków Polskich oraz innymi izbami, związkami i stowarzyszeniami.
Izba wymienia informacje i współpracuje z instytucjami zagranicznymi, pracuje na rzecz prawa wspólnotowego. Prowadzi biuro PIU w Brukseli.
Polska Izba Ubezpieczeń upowszechnia dobre praktyki rynkowe, popularyzuje inicjatywy ubezpieczycieli (np. prewencyjne). Zwiększa świadomość ubezpieczeniową społeczeństwa. Popularyzuje wiedzę ubezpieczeniową w poradnikach i licznych publikacjach. 
Dbając o wysoką jakość i wizerunek polskiego rynku ubezpieczeniowego Polska Izba Ubezpieczeń jako reprezentant ubezpieczycieli dokłada wszelkich starań w celu ochrony i polepszenia warunków ich funkcjonowania.
Polską Izbą Ubezpieczeń kieruje zarząd, którego prace nadzoruje Komisja Rewizyjna. Zadania Izby realizuje biuro, które jest centrum kompetencyjnym samorządu ubezpieczeniowego. Biuro organizuje prace komisji merytorycznych, prowadzi projekty wspierające procesy legislacyjne i nadzoruje współpracę z rynkiem oraz innymi instytucjami. Wsparciem merytorycznym dla zarządu, a także członków PIU, są działające stale komisje, podkomisje, grupy ekspertów oraz zespoły i grupy robocze. Pracują w nich pracownicy zakładów ubezpieczeń.
Pomysłodawcą, twórcą i pierwszym, wieloletnim prezesem PIU był Jerzy Wysocki. Nie dokończył swojej ostatniej kadencji. W maju 2006 roku fotel prezesa objął Tomasz Mintoft-Czyż. Jego kadencja upłynęła w maju 2008 roku.
Od 2009 r. prezesem Izby jest Jan Grzegorz Prądzyński, który z PIU związany jest od 2008 roku. Funkcję wiceprezesa zarządu pełni Andrzej Maciążek, który od 2000 roku związany jest z Polską Izbą Ubezpieczeń. 